# Paul Winfield
Paul Edward Winfield (Los Angeles, 22 mei 1939 – aldaar, 7 maart 2004) was een Amerikaans acteur. Hij werd in 1973 genomineerd voor een Academy Award voor zijn hoofdrol als Nathan Lee Morgan in het filmdrama Sounder. Hij won in 1995 daadwerkelijk een Emmy Award voor zijn twee afleveringen durende gastrol als rechter Harold Nance in Picket Fences.
Winfield debuteerde in 1967 op het witte doek met een naamloos rolletje in The Perils of Pauline. Dat bleek zijn eerste van meer dan 45 films, meer dan zeventig inclusief televisiefilms. Daarnaast werkte hij mee aan ruim 85 afleveringen van verschillende televisieseries. Daaraan verleende Winfield soms zijn acteerkwaliteiten en soms enkel zijn stem.
Winfield was meer dan dertig jaar samen met zijn levenspartner Charles Gillan Jr., die werkte als architect en decorontwerper. Deze stierf in 2002 aan een botziekte. Winfield zelf kampte in de laatste fase van zijn leven met obesitas en suikerziekte. Twee jaar na Gillan stierf hij zelf op 64-jarige leeftijd aan een hartaanval.

## Filmografie
*Exclusief 24 televisiefilms
| - Kids' Ten Commandments: Toying with the Truth (2003, stem) - Kids' Ten Commandments: The Rest Is Yet to Come (2003, stem) - Kids' Ten Commandments: The Not So Golden Calf (2003, stem) - Kids' Ten Commandments: A Life and Seth Situation (2003, stem) - Kids' Ten Commandments: Stolen Jewels, Stolen Hearts (2003, stem) - Vegas, City of Dreams (2001) - Knockout (2000) - Catfish in Black Bean Sauce (1999) - Frank in Five (1999) - Assignment Berlin (1998) - Relax... It's Just Sex (1998) - Strategic Command (1997) - Mars Attacks! (1996) - Original Gangstas (1996) - The Legend of Gator Face (1996) - Dead of Night (1996) - In the Kingdom of the Blind, the Man with One Eye Is King (1995) - Im Sog des Bösen (1995, aka Deadly Measures) - The Killing Jar (1994) - Dennis the Menace (1993) - Cliffhanger (1993) - At the River I Stand (1993) - Presumed Innocent (1990) - The Serpent and the Rainbow (1988) - Big Shots (1987) | - Death Before Dishonor (1987) - Blue City (1986) - The Terminator (1984) - Mike's Murder (1984) - On the Run (1983) - White Dog (1982) - Star Trek: The Wrath of Khan (1982) - Carbon Copy (1981) - A Hero Ain't Nothin' But a Sandwich (1978) - Damnation Alley (1977) - The Greatest (1977) - Twilight's Last Gleaming (1977) - High Velocity (1976) - Hustle (1975) - Huckleberry Finn (1974) - Conrack (1974) - Gordon's War (1973) - Trouble Man (1972) - Sounder (1972) - Brother John (1971) - R.P.M. (1970) - The Lost Man (1969) - Who's Minding the Mint? (1967) - The Perils of Pauline (1967) |

## Televisieseries
*Exclusief eenmalige gastrollen
- Touched by an Angel - Sam (1995-2003, dertien afleveringen)
- Batman Beyond - DA Sam Young (1999-2000, drie afleveringen - stem)
- The Simpsons - Lucious Sweet (1996-1998, twee afleveringen stem)
- The Magic School Bus - Mr. Ruhle (1996-1997, vier afleveringen - stem)
- Spider-Man - Black Marvel (1997, drie afleveringen - stem)
- Gargoyles - Jeffrey Robbins (1995, drie afleveringen - stem)
- Picket Fences - Rechter Harold Nance (1994, twee afleveringen)
- Star Trek: The Next Generation - Captain Dathon (1991, één aflevering)
- L.A. Law - Derron Holloway (1990, vier afleveringen)
- 227 - Julian C. Barlow (1988-1990, 24 afleveringen)
- Wiseguy - Isaac Twine (1989, zes afleveringen)
- The Charmings - The Mirror (1987-1988, negentien afleveringen)
- King - Rev. Martin Luther King Jr. (1978, drie afleveringen)
- Julia - Paul Cameron (1968-1970, twee afleveringen)

- Bibsys: 10014308
- Biblioteca Nacional de España: XX1174484
- Bibliothèque nationale de France: cb14033644b (data)
- Gemeinsame Normdatei: 119214306X
- International Standard Name Identifier: 0000 0000 6302 5468
- Library of Congress Control Number: n81079513
- MusicBrainz: 5f221e16-14bd-4983-a6f3-278c9db17780
- Nationale bibliotheek van Australië: 36236009
- Nationale Bibliotheek van Israël: 987007457348105171
- Nationale Bibliotheek van Polen: a0000001256967
- Nederlandse Thesaurus van Auteursnamen: 071728228
- SNAC: w6b69fxw
- Virtual International Authority File: 61746581
- WorldCat: E39PBJbM7DF46q9bQqMrGYcXVC